# Salvia accidentalis
Salvia accidentalis là một loài thực vật có hoa trong họ Hoa môi. Loài này được Sánchez Gómez & R.Morales miêu tả khoa học đầu tiên năm 1999 publ. 2000.